# 소섭타인
소섭타인(昭涉它人, ? ~ 기원전 172년)은 전한 초기의 제후로, 개국공신 소섭도미의 손자이다.

## 생애
문제 5년(기원전 175년), 아버지 소섭복의 뒤를 이어 평주후(平州侯)에 봉해졌다.
문제 9년(기원전 171년)에 죽으니 시호를 회라 하였고, 작위는 아들 소섭마동이 이었다.

## 출전
- 사마천, 《사기》 권18 고조공신후자연표
- 반고, 《한서》 권16 고혜고후문공신표

| 선대 아버지 평주대후 소섭복 | 전한의 평주후 기원전 175년 ~ 기원전 171년 | 후대 아들 평주효후 소섭마동 |